# موش‌های بالارو
موش‌های بالارو (نام علمی: Tylomys) نام یک سرده از زیرخانواده سینی‌دندانیان است.